# 島原港站
島原港站（日语：／ Shimabarakō eki */?）是位於長崎縣島原市下川尻町，島原鐵道的島原鐵道線車站（終點站）。

## 歷史
- 1960年（昭和35年）11月11日 - 島原外港站（日语：／）啟用[1]。
- 1973年（昭和48年）2月1日 - 成為業務委託車站。
- 1997年（平成9年）4月1日 - 撒走交會設備。
- 2008年（平成20年）4月1日 - 此站至加津佐站之間廢止。成為島原鐵道線的終點站，同時成為無人車站。
- 2010年（平成22年）11月2日 - 車站大樓被燒毀（詳情參見下節）。
- 2011年（平成23年）8月18日 - 新車站大樓落成[2]。長久以來車站內的旱廁變成了濕廁。
- 2019年（令和元年）10月1日 - 車站改名為島原港站。

## 車站大樓火災

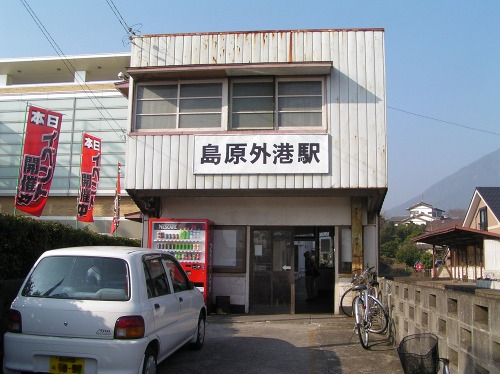
燒毀前的舊車站大樓

在2010年11月2日，車站大樓被火警燒毀。波及了鄰接的彈珠機店。後來在警察的調查下發現乘務員把未完全熄滅的香煙丟進垃圾筒內。在翌年1月，該乘務員涉嫌以失火罪送交給島原區檢察廳進行調查。當中沒有透露該乘務員最後有否定罪或進行處分。

## 車站構造
此站是地面車站。此站原本設有2面2線的相對式月台，在1997年（平成9年）撒走交會設備，變成現時只有1面1線的單式月台。車站大樓曾經位於月台東南方（靠海一方）諫早一方，該處設有售票窗口。在2008年3月31日前設有站員配置。在月台上設有候車室。此站沒有自動售票機。
此站沒有列車夜間停泊。以此站終點站的尾班列車會折返往諫早。

## 車站周邊
- 島原港（日语：島原港）
- 九十九島（日语：九十九島 (島原市)）
- 島原溫泉
- 國道57號（日语：国道57号）、國道251號（日语：国道251号）（重疊區間）
- 長崎縣島原醫院（日语：長崎県島原病院）（舊長崎縣立島原溫泉醫院）
- 島原青年旅社
- 島原市立第二中學（日语：島原市立第二中学校）
- 島原市立第三小學（日语：島原市立第三小学校）

## 使用狀況
在2017年度的一年總乘車人次為26,472人，下車人次為32,053人。
以下為近年一年總乘車人次和下車人次變化。
| 年度               | 一年總 乘車人次 | 一年總 下車人次 |
| ------------------ | --------------- | --------------- |
| 2000年（平成12年） | 60,846          | 55,151          |
| 2001年（平成13年） | 53,031          | 56,726          |
| 2002年（平成14年） | 49,767          | 55,608          |
| 2003年（平成15年） | 45,794          | 52,203          |
| 2004年（平成16年） | 40,087          | 45,714          |
| 2005年（平成17年） | 40,193          | 45,574          |
| 2006年（平成18年） | 35,509          | 39,969          |
| 2007年（平成19年） | 39,449          | 42,643          |
| 2008年（平成20年） | 25,540          | 29,203          |
| 2009年（平成21年） | 24,098          | 29,815          |
| 2010年（平成22年） | 26,660          | 30,501          |
| 2011年（平成23年） | 28,467          | 32,199          |
| 2012年（平成24年） | 27,957          | 31,949          |
| 2013年（平成25年） | 28,381          | 33,714          |
| 2014年（平成26年） | 29,957          | 35,198          |
| 2015年（平成27年） | 29,766          | 34,347          |
| 2016年（平成28年） | 28,346          | 33,884          |
| 2017年（平成29年） | 26,472          | 32,053          |

## 相鄰車站
島原鐵道
■島原鐵道線
急行、普通
島原船津－島原港

### 曾經存在的路線
島原鐵道
島原鐵道線
島原外港－秩父浦

## 注腳
1. ↑  今尾惠介《日本鉄道旅行地図帳》12號 九州沖繩，新潮社，2009年，p.54
2. ↑  焼失の島原鉄道・島原外港駅　新駅舎の利用始まる （页面存档备份，存于）（日語） - 西日本新聞，2011年8月19日
3. ↑  島原外港駅火災で運転士を書類送検　たばこの不始末が原因（日語） - 長崎新聞，2011年1月20日（47NEWS）
4. ↑  第66版（令和元年）長崎県統計年鑑 （页面存档备份，存于）（日語） - 長崎縣
5. ↑  長崎縣統計年鑑  （页面存档备份，存于）（日語），2020年9月5日參閲

## 外部連結
- 島原港站 - 島原鐵道 （页面存档备份，存于）（日語）